# 长辛店留法勤工俭学预备班旧址
长辛店留法勤工俭学预备班旧址，位于北京市丰台区长辛店德善里18号，原是中华民国初年留法勤工俭学预备班的教室。

## 简介
长辛店留法勤工俭学预备班旧址位于北京市丰台区长辛店第一中学校园内（原来位于长辛店铁路中学校园内），为一座法国式方形二层小楼，建筑面积251平方米。该建筑原来是京汉铁路局为火车房总管郭长泰建造的住宅。1918年夏，该建筑建成之后，华法教育会的蔡元培、李石曾出面交涉，将其改成留法勤工俭学预备班的教室。该预备班又称“高等法文专修馆长辛店分馆工业科”，分设有铸造、机械、钳工三个班，学员100多人来自中国各地，实行半工半读，边学法文，边学生产技能。吴玉章便曾经一边在此学法文，一边在长辛店火车房实习。这批学员1918年暑假入学，1919年冬赴法国。预备班举办期间，1918年冬和1919年3月，时任湖南留法勤工俭学运动负责人之一的毛泽东曾经两度来到此处看望湖南籍学员。
1984年，“长辛店留法勤工俭学旧址”被列为第三批北京市文物保护单位。因该建筑年久失修，房顶漏雨、墙皮脱落，而且虫蛀十分严重，所以2001年北京市文化局、丰台区人民政府拨出专款加以修缮。2001年6月，长辛店留法勤工俭学旧址修缮工程竣工典礼举行，同时“庆祝建党80周年留法勤工俭学史料展”在长辛店留法勤工俭学旧址开幕。此后，该旧址内设常年展览，接待初中生、高中生集体前往参观。展览内容分为：“第一部分：适应时代潮流 兴起留法教育；第二部分：探询救国真理 掀起留法高潮；第三部分：不畏艰难险阻 坚持勤工俭学；第四部分：建立党团组织 声援祖国斗争；第五部分：学子先后回国 投身中国革命。”
2013年，“长辛店留法勤工俭学预备班旧址”作为长辛店“二七”大罢工旧址中的一项，被列为第七批全国重点文物保护单位。